# Jack Cole (Comiczeichner)
Jack Ralph Cole (* 14. Dezember 1914 in New Castle, Pennsylvania; † 13. August 1958) war ein US-amerikanischer Künstler, Cartoonist, Comicautor und -zeichner. Cole wurde vor allem bekannt als Schöpfer der Superheldenparodie Plastic Man (1940) sowie als Cartoonist des Herrenmagazins Playboy in den 1950er Jahren.

## Leben und Arbeit
Cole wurde 1914 als drittes von sechs Kindern eines Kurzwarenhändlers und einer Grundschullehrerin in New Castle im US-Bundesstaat Pennsylvania geboren. Cole, der ins frühe Erwachsenenalter in Pennsylvania bleiben sollte, begann sich während seiner Highschoolzeit für graphische Kunst zu interessieren und begann sich in den späten 1920er Jahren – in Ermangelung einer professionellen Zeichnerausbildung – selbst zu schulen.
Seine erste veröffentlichte Arbeit, die von ihm selbst illustrierte Sachgeschichte A Boy and His Bike, die 1935 in dem Magazin Boys' Life erschien, basierte Cole auf einem autobiografischen Erlebnis: Mit Siebzehn war er auf einer abenteuerlichen Odyssee mit dem Fahrrad von Pennsylvania bis nach Los Angeles, Kalifornien, gereist.
In den nächsten Jahren verdingte sich Cole, der inzwischen seine Highschoolfreundin Dorothy Mahoney geheiratet hatte, als Arbeiter in einer Fabrik der Firma American Can in seiner Heimatstadt New Castle, während er in seiner Freizeit an seinem künstlerischen Weiterkommen – es war inzwischen sein Ehrgeiz geworden, es als Künstler zu Ruhm und kommerziellem Erfolg zu bringen – arbeitete. 1936 zog Cole schließlich zusammen mit seiner Frau in das New Yorker Künstlerviertel Greenwich Village, in der Hoffnung dort seinen Durchbruch als Cartoonist und Graphiker zu erleben.
1937 begann Cole für das Studio von Harry A Chesler, der in Eigenregie Comicmaterial produzieren ließ, das er dann an Magazine verkaufte, zu arbeiten. Für Chesler zeichnete Cole Geschichten für solche Reihen wie TNT Todd of the FBI und Little Dynamite, die in Zeitschriften wie Funny Pages oder Keen Detective Funnies erschienen.
1940 arbeitete Cole kurzzeitig bei dem Verlag Lev Gleason Publications, für den er an der in den Silver Streak Comics veröffentlichten Reihe Daredevil (nicht identisch mit dem späteren Charakter von Marvel Comics) arbeitete. Hinzu kamen Arbeiten an den bei Archie Comics, in der Serie Pep Comics. erscheinenden Figuren The Comet und The Hangman, bevor Cole zu Quality Comics wechselte. Dort arbeitete er an dem von Will Eisner, den er während dessen Teilnahme am Zweiten Weltkrieg 1942 bis 1944 vertrat, geschaffenen Comic The Spirit und schuf seinen eigenen satirischen Charakter, Midnight, den er in Smash Comics #18 vom Januar 1941 vorstellte.
Für Quality Comics schuf Cole 1941 schließlich auch jenen Charakter, mit dem er bis heute am häufigsten identifiziert wird: Plastic Man, der die Gabe besitzt seinen Körper nach Belieben verformen und verzerren zu können. Die Grundidee hinter Plastic Man war dabei jene, das zu dieser Zeit extrem populäre Superhelden-Genre mit einer überdreht-liebenswerten Variante von Standardthemen und Charakteristika der Helden mit „Cape und Überhöschen“ auf gutmütige Weise „durch den Kakao“ zu ziehen. Cole schuf – mit Unterbrechungen – bis in die späten 1950er Jahre weitere Plastic Man Geschichten, die zunächst in der Serie Police Comics, später auch in einer eigenständigen, namensgleichen, Serie von Quality Comics publiziert wurden. Coles Arbeit an Plastic Man gilt bis heute als ein Meilenstein in der Geschichte des US-amerikanischen Comics: So betont Art Spiegelman, ein großer Bewunderer von Coles Schaffen, die „neuen Dimensionen“ die Cole diesem „visuellen Vokabular“ des Mediums erschloss, indem er mit der Beschränkung von fest eingerahmten, sorgfältig voneinander getrennten, Bildern als dem „Ereignisfeld“, in dem sich die Handlung eines Comics in klar abgesetzten Schritten abspielt, bracht und stattdessen die Neuerung einführte, seine Figur wild über die Ränder einzelner Bilder hinausgreifen zu lassen und sich kreuz und quer durch die verschiedenen Bilder einer Seite zu schlängeln.
1954 übernahm Cole den Job des Hauptcartoonisten für die von Hugh Hefner, einem engen Freund Coles, gegründete Männerzeitschrift Playboy, für die er in den folgenden Jahren diverse erotische Cartoons produzierte. Am häufigsten waren dabei ganzseitige, mit Wasserfarben gestaltete humoristische Bilder (toons of beautiful but dim girls and rich but equally dim old men), von denen, beginnend mit Ausgabe #5 des Magazins, bis zu Coles Tod 1958 mindestens eines in jedem Heft des Playboys erschien. Die Popularität dieser Arbeiten fand unter anderem darin ihren Ausdruck, dass das zweite Merchandising-Produkt, das der Playboy lizenzieren ließ (nach Manschettenknöpfen mit dem berühmten Hasenkopflogo des Magazins) eine Cocktailschürze mit einem Bildaufdruck war, das als Motiv einige „Females by Cole“ zeigte.
Im Mai 1958 schuf Cole den Zeitungsstrip Betsy and Me, der die häuslichen Abenteuer des chronisch erfolglosen Chester Tibbet, seine Ehefrau Betsy und des gemeinsamen Sohns Farley, einem kindlichen Genie, zum Inhalt hatte. Bis zum Sommer 1958 erreichte die Reihe eine Verbreitung in fünfzig Tageszeitungen.
Im August 1958 starb Cole im Woodstock Hospital in Cary, nordwestlich von Chicago, nachdem er sich in der Nähe der Kreuzung der Staatsstraßen 176 und 14 (des Staates Illinois) in seinem Wagen mit einem Gewehr vom Typ „Marlin“ (Kaliber 22) eine Kugel in den Kopf gefeuert hatte. Obwohl Cole zwei Abschiedsbriefe – einen an seine Frau und einen an seinen Freund Hefner – hinterließ, konnten die Motive für seinen Suizid nicht geklärt werden.

## Nachwirken und Rezeption
Coles Leben und Arbeit wurden, nachdem er lange Zeit in Vergessenheit geraten war, 1999 durch eine Titelstory des vielbeachteten Magazins The New Yorker, die sich seiner Vita und seinem Œuvre widmet, wieder einem breiten Publikum nahegebracht. Hieran anknüpfend folgte 2003 eine von Pulitzerpreisträger Art Spiegelman und Chip Kidd verfasste Biographie die Coles Lebensweg nachzeichnet.
Für seine Beiträge um die Entwicklung und den Fortschritt des Comicmediums wurde Cole 1991 posthum in die „Jack Kirby Hall of Fame“, die die „größten amerikanischen Comickünstler“ ehren soll, und 1999 in die „Will Eisner Award Hall of Fame“, eine ähnliche Einrichtung, aufgenommen.